# Krompachy (stacja kolejowa)
Krompachy – stacja kolejowa znajdująca się we wsi Krompachy w kraju koszyckim przy ulicy Družstevná 539/1 na linii kolejowej nr 180 na Słowacji.